# Edition Delta
Die Edition Delta ist ein unabhängiger Literaturverlag mit Sitz in Stuttgart. Der Verlag hat sich auf zweisprachige Bücher spezialisiert, mit einem Schwerpunkt auf moderne Klassiker der Weltliteraturen sowie jüngere, anspruchsvolle und urbane literarische Entdeckungen aus Lateinamerika, von der Iberischen Halbinsel, aus dem lusophonen Afrika, Korea und Bangladesch. Das Programm der Edition Delta bilden sechs Qualitätsreihen: Lateinamerikanische Lyrik – Katalanische Poesie – Lusophone Lyrik, d. h. portugiesischsprachige Lyrik aus mehreren Kontinenten wie Lateinamerika (Brasilien), Afrika (Angola und São Tomé e Príncipe) und Europa (Portugal) – Spanische Poesie – Koreanische Literatur – Bangla Poesie. Zu den Autoren des Verlages zählen unter anderem Humberto Ak’abal, Homero Aridjis, Chae Manshik, Rubén Darío, Eugénio de Andrade, Casimiro de Brito, Haroldo de Campos, Ángela García, Juan Gelman, Fermín Higuera, Hwang Sok-Yong, Juan Ramón Jiménez, Roberto Juarroz, Jung Young Moon, Kim Hoon, Conceição Lima, Henry Luque Muñoz, Mah Chonggi, Maria-Mercè Marçal, Joan Margarit, Miquel Martí i Pol, José Emilio Pacheco, Teresa Pascual, Park Hijin, Gustavo Pereira, Antonio Porchia, Aminur Rahman, António Ramos Rosa, Juan Manuel Roca, Andrés Sánchez Robayna, Jaime Siles, Pedro Shimose, Shin Dal Ja, Alberto Szpunberg, Ana Paula Tavares und Toegye.